# Gutenstein
Gutenstein är en ort och kommun  i Österrike. Den ligger i distriktet Wiener Neustadt-Land i förbundslandet Niederösterreich, 50 kilometer sydväst om huvudstaden Wien. 
Kommunen består av åtta orter (Ortschaften) (inom parentes invånarantal 1 januari 2024):

- Gutenstein (342)
- Hintergschaid (5)
- Klostertal (137)
- Längapiesting (121)
- Steinapiesting (59)
- Urgersbach (3)
- Vorderbruck (591)
- Zellenbach (10)